# George Alexander Wilken
George Alexander Wilken, född den 13 mars 1847 på Celebes, död den 28 augusti 1891 i Leiden, var en holländsk etnograf.
Wilken beklädde efter studier vid ostindiska akademien i Delft olika poster i den holländska regeringens tjänst i Nederländska Indien och anställdes 1881 som lektor vid det kommunala ostindiska institutet i Leiden, där han efter P.J. Veth 1885 blev professor i Indiska arkipelagens geografi och etnografi vid universitetet. Wilken offentliggjorde en mängd avhandlingar företrädesvis om Indiska arkipelagens, särskilt Nederländska Indiens, folk, exempelvis Bijdrage tot de kennis der Alfoeren van het eìland Boeroe (1875), Over de primitieve vormen van het huwelijk en den oorsprong van het gezin (1881). Over de verwantschap en het huwelijks- en erfrecht bij de volken van het Maleische ras (1883), Het matriarchaat bij de oude Arabieren (1884; tysk översättning samma år), Het animisme bij de volken van den Indischen archipel (1884-85), De betrekking tusschen mensch-, dier- en plantenkunde naar het volksgeloof (1884), De besnijdenis bij de volken van den Indischen archipel (1885), Het teilen bij nachten bij de volken van het Maleisch-Polynesische ras (1886), Over het Shamanisme (1887), Über das Haaropfer und einige andere Trauergebräuche bei den Völkern Indonesiens (1886 och 1887), De Simson-sage (i de Gids 1890), Het strafrecht bij de volken van den Indischen archipel (1888), De verbreiding van het matriarchaat op Sumatra (1888), Huwelijk tusschen bloedverwanten ("Gids" 1890), De hagedis in het volksgeloof (1891) med mera. År 1912 utgav F.D.E. van Ossenbruggen en samling av Wilkens uppsatser (Verspreide geschriften). Hans biografi utgavs av M.J. De Goeje i "Jaarboek der akademie van wetenschappen" (1892), bibliografin av P.J. Veth i "Internationales archiv für ethnographie" (1891).